# Parafia wojskowa św. Marka Ewangelisty w Ustce
Parafia wojskowa św. Marka Ewangelisty w Ustce – rzymskokatolicka parafia wojskowa. Mieści się przy ulicy Komandorskiej w Ustce. Znajduje się w dekanacie Marynarki Wojennej w Ordynariacie Połowym Wojska Polskiego. Pierwszym kapelanem kościoła został ks. kpt Dariusz Kowalski, mianowany w dniu 17 czerwca 1992 (do 1995) przez biskupa polowego Sławoja Leszka Głodzia. Swoje obowiązki duszpasterskie rozpoczął 1 lipca tego samego roku i tym samym powstała parafia garnizonowa w Ustce. W dniu 23 stycznia 1993 oficjalnie erygowano parafię wojskową. Obsługiwana jest przez księży kapelanów.

## Proboszczowie
- ks. kpt.  Dariusz Kowalski (1992–1993)
- ks. kpt. Czesław Olszak (1993–1995)
- ks. kan. kmdr Zygmunt Każmierak (1995–2015)
- ks. kmdr ppor. dr Grzegorz Golec (2015–2022)
- ks. kmdr ppor. Adam Tur (2022–2024)
- ks. por. Krzysztof Kuliński (od 2024)[2]